# Ваагн Ервандян
Ваагн Ервандян — царь Ервандидской Армении, из рода Ервандиды, сын Тиграна Ервандяна. Мовсес Хоренаци отождествлял его с богом Ваагном.

## Политическая ситуация в период правления Ваагна Ервандяна
При Ваагне Ервандидское царство было подчинено государству Ахеменидов, правителем которого был Камбис. В 522 году до н. э. во всём Ахеменидском государстве вспыхнуло восстание, которое возглавил маг Гаумата, выдававший себя за Смердиса, убитого брата Камбиса. Во время возвращения из Египта в Персию Камбис умирает при невыясненных обстоятельствах. Воспользовавшись борьбой за престол в государстве Ахеменидов, объявляют себя независимыми: Персия, Элам, Мидия, Парфия, Ассирия и Египет. Этим воспользовался и Ваагн Ервандуни, объявив Армению независимой. Лидеру восстания в империи Ахеменидов Гаумате (узурпировавшему трон после смерти царя Камбиса) противостоит правитель Парфии: внук Аршама, сын Вштапса Дарий, и, свергнув его, захватывает власть. Взойдя на престол, Дарий вёл трёхлетнюю войну против царств, ранее находившихся под властью Ахеменидов, чьё сопротивление было подавлено только после 19 битв. Во время этих войн царь Армении Ваагн Ервандуни, находившийся в союзе с Мидией и Вавилоном, вёл против него особенно упорные бои. Начав войну против союзников, Дарий напал на них с трёх фронтов. Сам он двинулся на Мидию со своим войском, в Армению отправил своего генерала-армянина Дадаршиша, а на вавилонскую армию напал персидский полководец Ваумиса.

## Борьба Ваагна и его союзников против Дария
Араха, правитель Вавилона (в армянских источниках — Араван), пошёл со своим войском навстречу войску Ваумисы и около города Изирту (Изиду) в Ассирии дал бой против армии противника, но потерпел поражение и отступил на юго-восточную окраину Армянского нагорья, в провинцию Нихуракан или Амур-ашхар (Авдияра). Летом Ваумиса снова атаковал и, наконец, победил его.
Дадаршиш со своей армией вторгся в Армению из северных районов озера Урмия. Армяно-персидское сражение произошло у города Зараванд (Зузу), где персидская армия, не достигнув успеха, был вынуждена осадить и захватить крепость Тигранаван (Тигра) у слияния рек Тгмут и Аракс и ожидала помощи от персидской армии во главе с Дарием, находившейся в Мидии. Летом, в конце июня, пополнив свою армию войсками, присланными из сражавшейся в Мидии персидской армии, Дадаршиш вновь возобновил наступление на Армению. Чтобы перекрыть дорогу, ведущую в Вана-Тосп, Ваагн Ервандуни вместе с армянским войском укрепился в крепости Котор (Ухиама, Ушкая). В сражении у этого форта персидская армия во главе с Дадаршишем снова потерпела неудачу, и он был вынужден отказаться от этой затеи. После этих событий информация о последних годах жизни Ваагна Ервандуни и его судьбе в источниках не встречается.